# Tadeusz Kraus
Pour les articles homonymes, voir Kraus.
Tadeusz Kraus (parfois orthographié Tadeáš Kraus) est un footballeur tchécoslovaque puis tchèque, appartenant à la minorité polonaise de Moravie-Silésie (Tadeusz est la forme polonaise de Tadeáš), né le 22 octobre 1932 à Třinec et mort le 31 octobre 2018. Il évoluait au poste d'attaquant.

## Biographie

### Joueur
Tadeusz Kraus reçoit 23 sélections et inscrit 6 buts en équipe de Tchécoslovaquie entre 1953 et 1959.
Il joue son premier match en équipe nationale le 6 septembre 1953 contre la Bulgarie et son dernier le 5 avril 1959 contre l'Irlande. Le 27 octobre 1957, il inscrit un doublé face à l'Allemagne de l'Est.
Il fait partie du groupe tchécoslovaque lors des Coupes du monde 1954 et 1958. Lors du Mondial 1954, il joue un match contre l'Autriche. Lors du Mondial 1958, il dispute une rencontre face à l'Irlande du Nord.

## Carrière

### Joueur
- 1948-1951 :  Siła Trzyniec
- 1953-1955 :  Křídla vlasti Olomouc
- 1955 :  ÚDA Prague
- 1956-1966 :  Sparta Prague
- 1966-1969 :  LIAZ Jablonec nad Nisou

### Entraîneur
- 1969-1970 :  Slavia Melbourne
- 1971-1974 :  Sparta Prague
- 1974-1976 :  LIAZ Jablonec nad Nisou
- 1976-1980 :  Aris Limassol
- 1983-1985 :  Aris Limassol

## Palmarès

### Joueur
Avec le Sparta Prague : 
- Champion de Tchécoslovaquie en 1965
- Vainqueur de la Coupe de Tchécoslovaquie en 1964

Avec la Tchécoslovaquie :
- Vainqueur de la Coupe internationale 1955-1960